# Exosphaeroma agmokara
Exosphaeroma agmokara är en kräftdjursart som beskrevs av Bruce 2003. Exosphaeroma agmokara ingår i släktet Exosphaeroma och familjen klotkräftor. Inga underarter finns listade i Catalogue of Life.